# رولاند مارتن
رولاند مارتن (بالإنجليزية: Roland Martin)‏ هو صحفي وكاتب العمود أمريكي، ولد في 14 نوفمبر 1968 في هيوستن في الولايات المتحدة.

## وصلات خارجية
- الموقع الرسمي